# Ribeauville
Ribeauville és un municipi francès situat al departament de l'Aisne i a la regió dels Alts de França. L'any 2007 tenia 83 habitants.

## Demografia

### Població
El 2007 la població de fet de Ribeauville era de 83 persones. Hi havia 32 famílies de les quals 4 eren unipersonals (4 dones vivint soles i 4 dones vivint soles), 8 parelles sense fills, 16 parelles amb fills i 4 famílies monoparentals amb fills.
La població ha evolucionat segons el següent gràfic:
Habitants censats

### Habitatges
El 2007 hi havia 36 habitatges, 31 eren l'habitatge principal de la família, 2 eren segones residències i 3 estaven desocupats. 35 eren cases i 1 era un apartament. Dels 31 habitatges principals, 26 estaven ocupats pels seus propietaris i 5 estaven llogats i ocupats pels llogaters; 1 tenia una cambra, 2 en tenien dues, 7 en tenien tres, 6 en tenien quatre i 15 en tenien cinc o més. 25 habitatges disposaven pel capbaix d'una plaça de pàrquing. A 19 habitatges hi havia un automòbil i a 11 n'hi havia dos o més.

### Piràmide de població
La piràmide de població per edats i sexe el 2009 era:
| Homes | Edats   | Dones |
| ----- | ------- | ----- |
| 0     | 95 o +  | 0     |
| 0     | 90 a 94 | 0     |
| 0     | 85 a 89 | 0     |
| 0     | 80 a 84 | 0     |
| 0     | 75 a 79 | 0     |
| 4     | 70 a 74 | 4     |
| 4     | 65 a 69 | 4     |
| 4     | 60 a 64 | 4     |
| 0     | 55 a 59 | 0     |
| 4     | 50 a 54 | 4     |
| 0     | 45 a 49 | 0     |
| 4     | 40 a 44 | 0     |
| 8     | 35 a 39 | 4     |
| 4     | 30 a 34 | 4     |
| 0     | 25 a 29 | 0     |
| 0     | 20 a 24 | 0     |
| 0     | 15 a 19 | 0     |
| 12    | 10 a 14 | 0     |
| 4     | 5 a 9   | 4     |
| 4     | 0 a 4   | 0     |

## Economia
El 2007 la població en edat de treballar era de 52 persones, 30 eren actives i 22 eren inactives. De les 30 persones actives 27 estaven ocupades (16 homes i 11 dones) i 3 estaven aturades (2 homes i 1 dona). De les 22 persones inactives 4 estaven jubilades, 3 estaven estudiant i 15 estaven classificades com a «altres inactius».
Activitats econòmiques
L'únic establiment que hi havia el 2007 era d'una empresa de construcció.
L'únic servei als particulars que hi havia el 2009 era una lampisteria.
L'any 2000 a Ribeauville hi havia 3 explotacions agrícoles que ocupaven un total de 258 hectàrees.

## Poblacions més properes
El següent diagrama mostra les poblacions més properes.